# سبزی‌بهار
سبزی‌بهار (به لاتین: Sabzi Bahar) یک منطقهٔ مسکونی در افغانستان است که در ولایت بدخشان واقع شده‌است.